# Северный волосозуб
Северный волосозуб (лат. Trichodon trichodon) — вид морских лучепёрых рыб из семейства волосозубовых.
Отличается от японского волосозуба низким передним спинным плавником.
Встречается от Берингова моря до Калифорнии; самое западное нахождение в районе острова Хоккайдо.